# كلوي لوكاشيك
كلوي إليزابيث لوكاشيك (بالإنجليزية: Chloe Lukasiak) (ولدت في 25 مايو 2001) ممثلة، شخصية تلفزيونية، راقصة، وعارضة أزياء أمريكية. اشتهرت بظهورها في أربع مواسم في مسلسل تلفزيون الواقع أمهات راقصات (2011).

## روابط خارجية
- الموقع الرسمي
- كلوي لوكاشيك على موقع IMDb (الإنجليزية)
- كلوي لوكاشيك على موقع ألو سيني (الفرنسية)
- كلوي لوكاشيك على موقع قاعدة بيانات الفيلم (الإنجليزية)